# Stebni (Wyschnyzja)
Stebni (ukrainisch Стебні; russisch Стебни, rumänisch Sălășeni, Stebni, deutsch Stebne) ist ein Dorf im Westen der ukrainischen Oblast Tscherniwzi mit etwa 500 Einwohnern (2001).

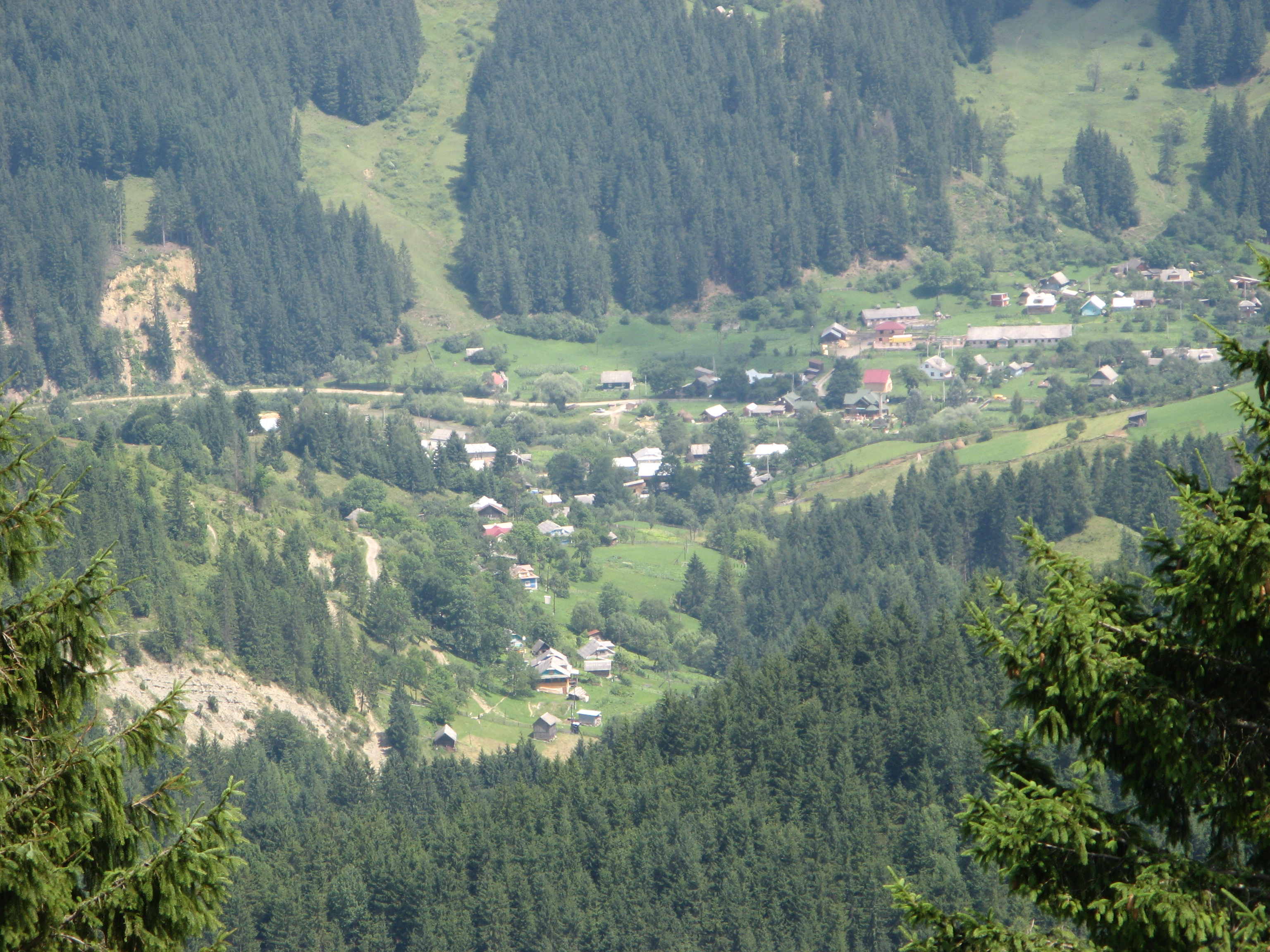
Blick auf das Dorf

Das 1607 gegründete Dorf im Westen der historischen Landschaft Bukowina liegt im Tal des Bilyj Tscheremosch („Weißer Tscheremosch“) 2,5 km nordöstlich vom Gemeindezentrum Dowhopillja, etwa 14 km nordwestlich vom ehemaligen Rajonzentrum Putyla und etwa 100 km südwestlich vom Oblastzentrum Czernowitz. Auf dem gegenüberliegenden Ufer des Bilyj Tscheremosch liegt im Rajon Werchowyna der Oblast Iwano-Frankiwsk das ebenfalls Stebni genannte Dorf.

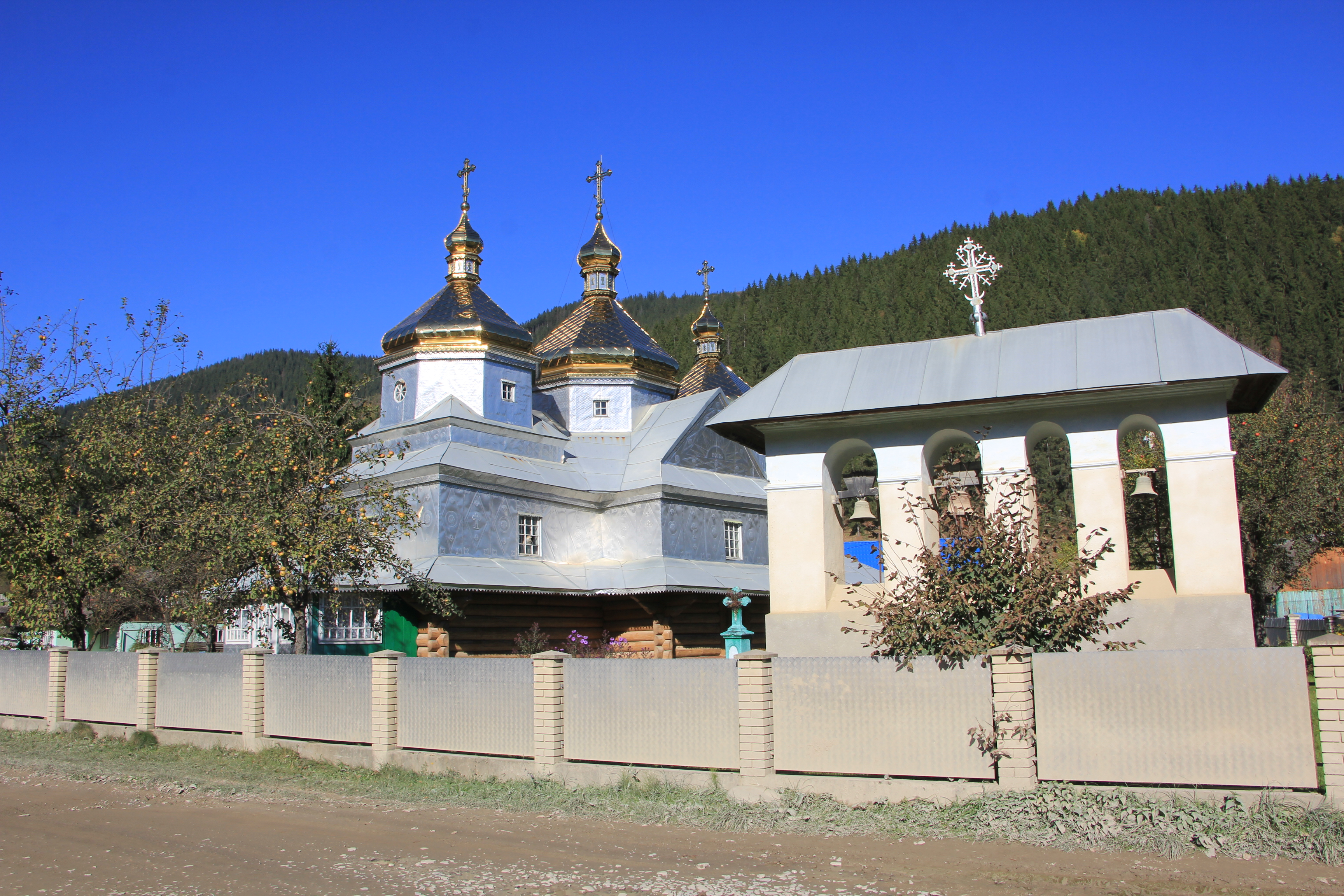
Hölzerne Maria-Himmelfahrt-Kirche in Stebni

In Stebni befindet sich die aus Holz erbaute, orthodoxe Maria-Himmelfahrt-Kirche.
Durch das Dorf verläuft die Territorialstraße T–26–01.
Am 26. Januar 2017 wurde das Dorf ein Teil der neu gegründeten Landgemeinde Konjatyn im Rajon Putyla, bis dahin gehörte es zur Landratsgemeinde Dowhopillja im Nordwesten des Rajons.
Seit dem 17. Juli 2020 ist der Ort ein Teil des Rajons Wyschnyzja.